# Alfred Basel

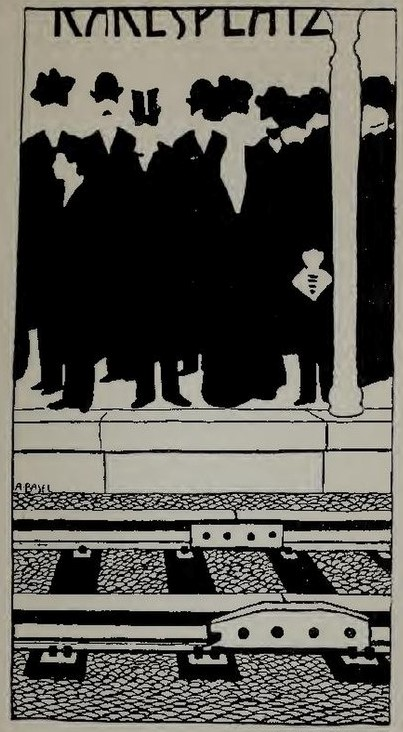
Karlsplatz (1902)

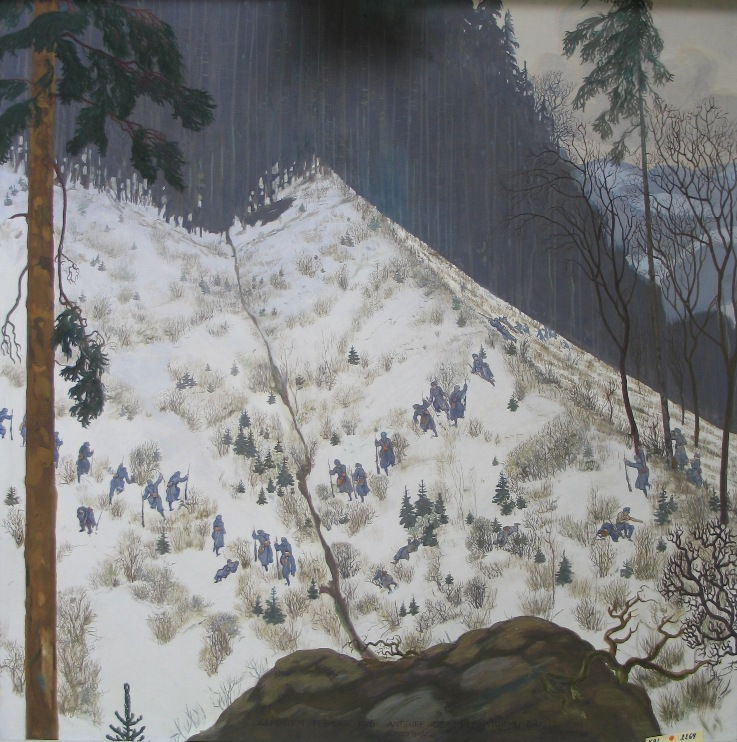
Kämpfe in den Karpaten (1915)

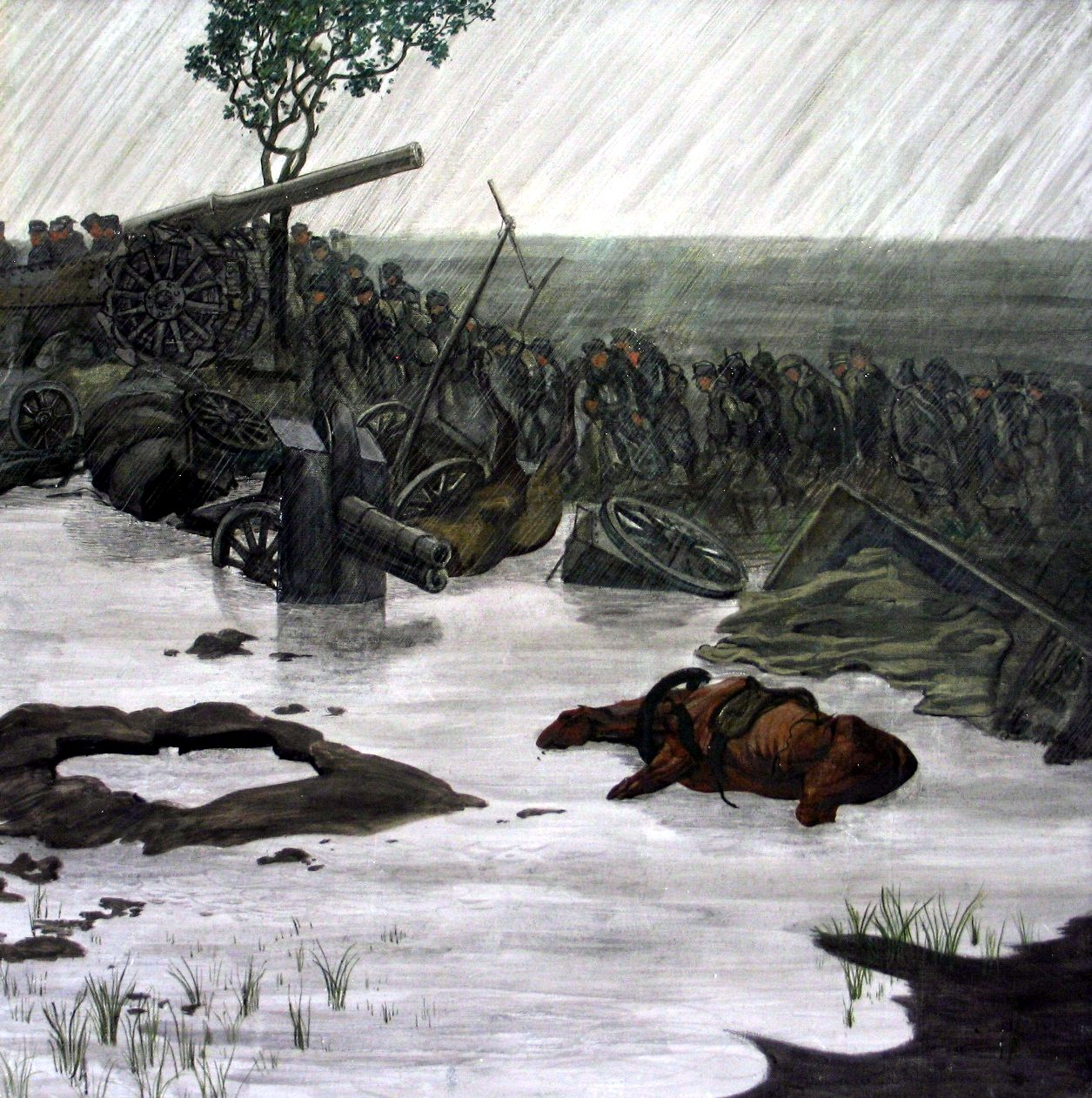
Nach dem Durchbruch am Tagliamento (1918)

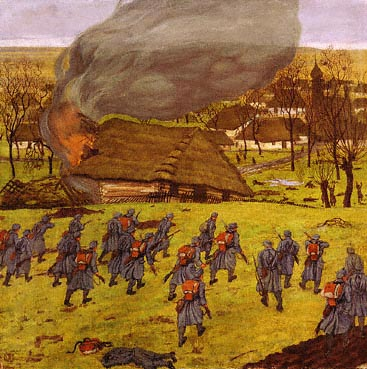
Erstürmung des Dorfes Stary Korczyn durch das Landsturminfanterieregiment Nr. 1

Alfred Basel (* 23. März 1876 in Wien; † 24. Jänner 1920 in Dickenau, Gemeinde Türnitz, Niederösterreich) war ein österreichischer Maler und Radierer.

## Leben
Alfred Basel war Sohn eines Fabriksbesitzers und studierte 1892–1898 an der Wiener Kunstgewerbeschule unter Felician von Myrbach. Er unternahm Studienreisen nach Italien und Deutschland. Basel war Reserveoffizier des Ersten Weltkriegs, stand als Oberleutnant bis März 1915 an der Front, machte die Kämpfe in Galizien bei der 4. Armee, die Offensive gegen Russisch-Polen und die Karpatenkämpfe mit. Im Herbst 1915 war er wegen Krankheit als zum Truppendienst untauglich außer Dienst gestellt, im Dezember wurde er als Kriegsmaler im k.u.k. Kriegspressequartier aufgenommen. 1916 bewältigte er Exkursionen zur Weichselflottille, in die Karpaten, nach Albanien, an die Isonzofront und in die Ukraine. 
Erst als Kriegsmaler erlebte Basel seinen künstlerischen Durchbruch, abgesehen von den Kunstausstellungen des Kriegspressequartiers stellte er erst 1919 in der Winterausstellung des Wiener Künstlerhauses erstmals seine Werke aus. Basel beschäftigte sich intensiv mit den Kriegsereignissen und versuchte, seine Eindrücke sehr genau und überaus detailgetreu wiederzugeben. Diese Konzeption erinnert an das Œuvre von Oskar Laske, mit dem Basel sowohl biografische als auch viele stilistische Gemeinsamkeiten besitzt. Wie Laske verzichtet Basel auf jegliche Effekthascherei oder pathetische Überzeichnung und zeigt Ansätze zu kleinfigurigen Massenszenen. Seine von äußerster Schlichtheit geprägte Malerei bleibt jedoch lediglich Schilderung, die sich an die fotografische Genauigkeit annähert.
Alfred Basel starb am 24. Jänner 1920 an den Folgen eines Jagdunfalles.

## Werke (Auszug)
- Kämpfe in den Karpaten. Tempera auf Leinwand, 100,5 × 100,5 cm. Heeresgeschichtliches Museum, Wien.
- Nach dem Durchbruch am Tagliamento. Öl auf Leinwand, 100 × 100 cm. Heeresgeschichtliches Museum, Wien.